# Episteme reducta
Episteme reducta là một loài bướm đêm trong họ Noctuidae.